# Antocha hintoni
Antocha hintoni är en tvåvingeart som beskrevs av Alexander 1967. Antocha hintoni ingår i släktet Antocha och familjen småharkrankar.
Artens utbredningsområde är Ghana. Inga underarter finns listade i Catalogue of Life.